# Sergei Zenjov
Sergei Zenjov, né le 20 avril 1989 à Pärnu en Estonie, est un footballeur international estonien, issu de la minorité russe. 
Il évolue depuis 2021 au Flora Tallinn, où il occupe le poste d'ailier.

## Biographie

### Début de carrière (2006-2007)
Zenjov a fait ses débuts en équipe première avec JK Vaprus Pärnu à l'âge de 16 en 2006. L'année suivante Zenjov rejoint le FC TVMK Tallinn. Zenjov est nommé meilleur jeune joueur du championnat d'Estonie en 2007. À l'âge de 18 ans Zenjov quitte le FC TVMK Tallinn pour Karpaty Lviv.

### Karpaty Lviv (2008-2014)
En février 2008, Zenjov signe un contrat de trois ans avec le club ukrainien Karpaty Lviv en échange de 300 000 euros. 
Le 25 février 2008, Zenjov a marqué un coup du chapeau lors de son premier match face à AC Horsens lors d'un match amical. Zenjov a joué son premier match en championnat le 1er mars 2008  sur une victoire 1 but à 0 face au FC Kharkiv. Zenjov a marqué son premier but en championnat le 28 juillet 2008 à la 57e minute lors d'un match nul 1 but partout face au Shakhtar Donetsk.  
Il s'impose durablement dans le 11 de départ de l'équipe et ne déçoit pas. Il est même promis à  un bel avenir, selon certaines personnes du staff Ukrainien[réf. nécessaire]. Il joue dans le club durant six belles années, et quitte le club après 145 matchs joués pour 26 buts.

### Blackpool FC

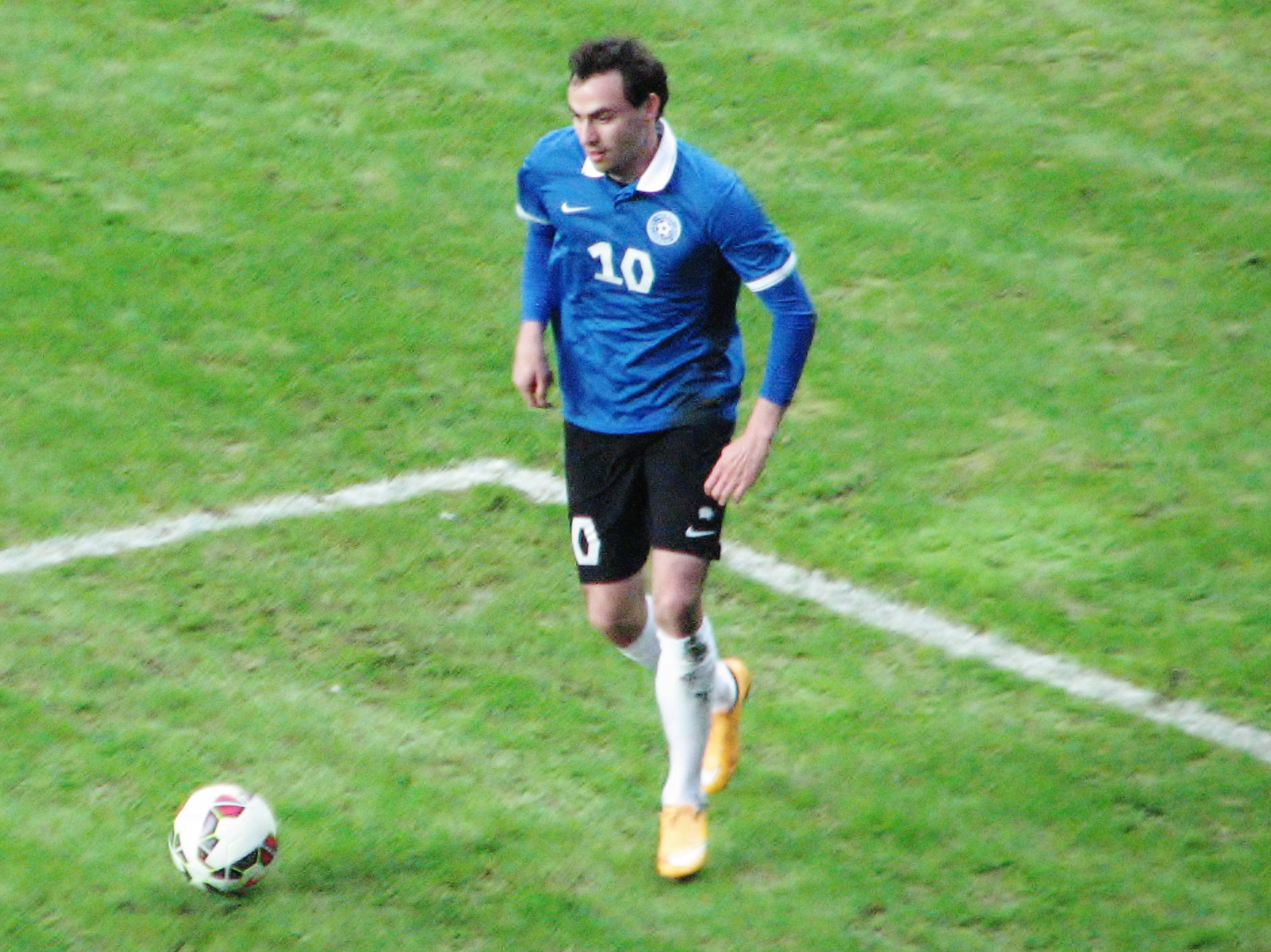
Zenjov lors d'un match en 2015.

Lors du mercato estival de 2014, il est transféré à Blackpool. Il fait ses débuts en août, avant de manquer de temps de jeu. En décembre, il désire quitter le club à cause de son temps de jeu très faible. Il quitte finalement le club après neuf petits matchs joué pour 0 but marqué.Une courte aventure en Angleterre et en Championship.

### FK Torpedo Moscou
Pendant le mercato hivernal 2015, Zenjov est transféré au FK Torpedo Moscou. Il joue peu, au point de jouer seulement 10 matchs en une saison complète. Sa première saison en Russie est un échec, puisqu'il ne marque pas le moindre but avec son club.

### FK Qabala
Durant le mercato estival, Zenjov signe au FK Qabala pour 4 ans gratuitement, il devient très rapidement le joueur clé du club azéri.
Il fait ses débuts le 2 juillet 2015, lors des barrages de la Ligue Europa face au Dinamo Tbilisi. Le 23 juillet 2015, lors des barrages pour la Ligue Europa, Il profite de sa titularisation pour marquer un doublé contre Čukarički.

### Carrière internationale
Sergei Zenjov débute tôt avec l'Équipe d'Estonie de football. Il n'a alors que 19 ans lors de sa première sélection. Il est, depuis, régulièrement convoqué avec l'Estonie. Le 14 juin 2015, il marque un doublé contre Saint-Marin, lors d'une victoire 2-0.

## Palmarès
FC TVMK Tallinn
- Vainqueur de la Coupe d'Estonie : 2006
- Vainqueur de la Supercoupe d'Estonie : 2006

## Statistiques
| Saison                | Club                  | Championnat           | Championnat | Championnat | Coupe nationale | Coupe nationale | Coupe de la Ligue | Coupe de la Ligue | Compétition(s) continentale(s) | Compétition(s) continentale(s) | Compétition(s) continentale(s) | Estonie | Estonie | Total | Total |
| Saison                | Club                  | Division              | M.          | B.          | M.              | B.              | M.                | B.                | Comp.                          | M.                             | B.                             | M.      | B.      | M.    | B.    |
| 2006                  | JK Vaprus Pärnu       | Meistriliiga          | 17          | 8           | -               | -               | -                 | -                 | -                              | -                              | -                              | -       | -       | 17    | 8     |
| 2006                  | FC TVMK Tallinn       | Meistriliiga          | 12          | 3           | -               | -               | -                 | -                 | C1                             | 2                              | 0                              | -       | -       | 14    | 3     |
| 2007                  | FC TVMK Tallinn       | Meistriliiga          | 21          | 14          | -               | -               | -                 | -                 | -                              | -                              | -                              | -       | -       | 21    | 14    |
| janv. 2008 - 2008     | Karpaty Lviv          | Premier-Liga          | 11          | 0           | -               | -               | -                 | -                 | -                              | -                              | -                              | -       | -       | 11    | 0     |
| 2008 - 2009           | Karpaty Lviv          | Premier-Liga          | 27          | 1           | -               | -               | -                 | -                 | -                              | -                              | -                              | 8       | 3       | 35    | 4     |
| 2009 - 2010           | Karpaty Lviv          | Premier-Liga          | 25          | 3           | -               | -               | -                 | -                 | -                              | -                              | -                              | 3       | 0       | 28    | 3     |
| 2010 - 2011           | Karpaty Lviv          | Premier-Liga          | 18          | 4           | -               | -               | -                 | -                 | C3                             | 10                             | 2                              | 7       | 1       | 35    | 7     |
| 2011 - 2012           | Karpaty Lviv          | Premier-Liga          | 17          | 1           | 2               | 0               | -                 | -                 | C3                             | 3                              | 1                              | 4       | 1       | 26    | 3     |
| 2012 - 2013           | Karpaty Lviv          | Premier-Liga          | 10          | 3           | 1               | 1               | -                 | -                 | -                              | -                              | -                              | 4       | 0       | 15    | 4     |
| 2013 - 2014           | Karpaty Lviv          | Premier-Liga          | 28          | 9           | 2               | 0               | -                 | -                 | -                              | -                              | -                              | 8       | 2       | 38    | 11    |
| 2014 - 2015           | Blackpool FC          | FL Championship       | 8           | 0           | -               | -               | 1                 | 0                 | -                              | -                              | -                              | 7       | 0       | 16    | 0     |
| 2014 - 2015           | Torpedo Moscou        | Premier-Liga          | 10          | 0           | -               | -               | -                 | -                 | -                              | -                              | -                              | 8       | 2       | 18    | 2     |
| 2015 - 2016           | FK Qabala             | Premyer Liqası        | 26          | 0           | 2               | 0               | -                 | -                 | C3                             | 14                             | 3                              | 3       | 1       | 45    | 4     |
| 2016 - 2017           | FK Qabala             | Premyer Liqası        | 9           | 1           | 1               | 0               | -                 | -                 | C3                             | 13                             | 4                              | 3       | 0       | 26    | 5     |
| Total sur la carrière | Total sur la carrière | Total sur la carrière | 239         | 47          | 8               | 1               | 1                 | 0                 | -                              | 42                             | 10                             | 55      | 10      | 345   | 68    |